# Leuronota minuta
Leuronota minuta är en insektsart som först beskrevs av Crawford 1912.  Leuronota minuta ingår i släktet Leuronota och familjen spetsbladloppor. Inga underarter finns listade i Catalogue of Life.